# 黎巴嫩山省
黎巴嫩山省（阿拉伯语：‎）是黎巴嫩中部的一個省份，位於地中海沿岸（首都貝魯特除外），東枕黎巴嫩山脈。面積1,968.3平方公里，1997年人口1,507,569人。首府巴卜達。下分6區。该地区的居民以基督徒为主，还有较大的德鲁兹派穆斯林的社区。